# با خشم به گذشته نگاه نکن
«با خشم به گذشته نگاه نکن» (به انگلیسی: Don't Look Back in Anger) ترانه‌ای از اوئیسیز، گروه راک انگلیسی، است که ۱۹ فوریهٔ ۱۹۹۶ به عنوان چهارمین تک‌آهنگ از دومین آلبوم استودیویی گروه، (داستان چیست) گل شیپوری؟، منتشر شد. ترانه را نوئل گلگر، گیتارنواز و ترانه‌سرای اصلی گروه نوشت. «با خشم به گذشته نگاه نکن» دومین تک‌آهنگ گروه بود که به صدر جدول تک‌آهنگ‌های بریتانیا رسید. همچنین اولین تک‌آهنگ اوئیسیز بود که نوئل در عوض برادرش، لیام، در آن خوانندهٔ اصلی به شمار می‌رفت. پیشتر، نوئل تنها در آهنگ‌های پشت صفحه به عنوان خوانندهٔ اصلی ظاهر شده بود.
این ترانه از محبوب‌ترین ترانه‌های گروه به شمار می‌رود به گونه‌ای که از زمان عرضه تا انحلال گروه، تقریباً در همهٔ اجراهای زندهٔ گروه خوانده شد. در فهرستی که ان‌ام‌ئی از پنجاه ترانه با ترجیع‌بندهای انفجاری تهیه کرد، «با خشم به گذشته نگاه نکن» در رتبهٔ اول قرار گرفت. همچنین در فهرستی که به مناسبت ۶۰مین سالگرد تأسیس شرکت آفیشال چارتس با رأی مردم تهیه شد، این تک‌آهنگ در رتبهٔ چهارم محبوب‌ترین تک‌آهنگ‌های با رتبهٔ یک در طول ۶۰ سال گذشته در بریتانیا قرار گرفت.